# Marianne Kraus

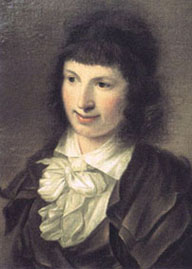
Marianne Kraus

Maria Anna „Marianne“ Walpurgis Kraus (verh. Lämmerhirt; * 8. Mai 1765 in Buchen (Odenwald); † 24. Mai 1838 in Erbach (Odenwald)) war eine deutsche Malerin und Hofdame, die auch schriftstellerisch tätig wurde.

## Leben

### Künstlerische Ausbildung
Marianne Kraus wurde als jüngste Tochter von 14 Kindern des kurmainzischen Rentmeisters Joseph Bernhard Kraus und der Anna Dorothea geb. Schmidt in Buchen geboren. Sie besuchte das Höhere Töchterinstitut in Mannheim und erhielt in der Schule der Welschnonnen in Mainz Unterricht im Zeichnen und Malen, später bei dem kurfürstlichen Kabinettslandschaftsmaler Ferdinand Kobell in Mannheim, 1781 bei Caspar Schneider (1753–1839) in Mainz und schließlich 1785 bis 1786 bei ihrem Onkel Christian Georg Schütz, und Johann Georg Pforr (1745–1798). Von ihrem Onkel übernahm sie die Vorliebe für das Zeichnen von Flusslandschaften mit Bauerngehöft.

### Italienaufenthalt 1791
Ein Kunststipendium, das ihr Ferdinand Kobell anbot, lehnte sie ab und wurde 1790 Hofdame der Frau des Grafen Franz von Erbach-Erbach in Erbach. Marianne Kraus’ Dienstherr war ein bedeutender Kunstsammler, der zusammen mit seiner Frau und ihrem Gefolge – darunter auch der Malerin Marianne Kraus – eine Reise nach Italien unternahm, um die eigene Kunstsammlung zu ergänzen. Hier lernte Marianne Kraus Künstler wie Angelika Kauffmann und Johann Heinrich Wilhelm Tischbein kennen. In Rom nahm sie Zeichenunterricht beim Kupferstecher Wilhelm Friedrich Gmelin, in Neapel ließ sie sich vom Landschaftsmaler Jakob Philipp Hackert weiterbilden. Während ihrer Italienreise schrieb Marianne Kraus ihre Erlebnisse unter dem Titel Sammlung von allerlei für mich gemerkt auf meiner Reise nach Italien zu Anfang des 1791 Jahres auf. Sie bilden noch heute ein aufschlussreiches Bild über das Italien des späten 18. Jahrhunderts.

### Mutterschaft und Ende der künstlerischen Laufbahn
Im Alter von 33 Jahren heiratete sie 1798 den gräflich-erbachschen Hofrat Johann Georg Lämmerhirt, den Sohn eines Lehrers und Organisten, der in Göttingen in der evangelischen Theologie ausgebildet worden war, später jedoch als Verwalter tätig wurde. Marianne Kraus brachte in den folgenden Jahren mehrere Kinder zur Welt und wandte sich aufgrund neuer Mutterpflichten von der Malerei ab. Auch nach dem Tod ihres Mannes wandte sie sich nicht erneut der Malerei zu. Sie starb 1838. Ihre Reiseaufzeichnungen erschienen erstmals 1931, wurden jedoch von der Öffentlichkeit weitgehend ignoriert. Auch ihre zeichnerischen Werke sind noch nicht künstlerisch „wiederentdeckt“ worden und werden heute teilweise in einem Museum in ihrer Geburtsstadt Buchen gezeigt, das ihrem älteren Bruder, dem deutsch-schwedischen Komponisten Joseph Martin Kraus gewidmet ist.